# لوردانا دینو
لوردانا دینو (رومانیایی: Loredana Dinu؛ زادهٔ ۲ آوریل ۱۹۸۴) شمشیرباز اهل رومانی است.
ازافتخارات وی میتوان به کسب مدال طلا اپه تیمی در بازی‌های المپیک تابستانی ۲۰۱۶ اشاره کرد.